# Qingsanying
Qingsanying (kinesiska: 清三营乡, 清三营) är en socken i Kina. Den ligger i provinsen Hebei, i den norra delen av landet, omkring 160 kilometer nordväst om huvudstaden Peking. Antalet invånare är 3 485. Befolkningen består av 1 677 kvinnor och 1 808 män. Barn under 15 år utgör 13,0 %, vuxna 15-64 år 70 %, och äldre över 65 år 15,0 %.
Genomsnittlig årsnederbörd är 591 millimeter. Den regnigaste månaden är juli, med i genomsnitt 146 mm nederbörd, och den torraste är december, med 5 mm nederbörd.